# Ephemerythus
Ephemerythus is een geslacht van haften (Ephemeroptera) uit de familie Ephemerythidae.

## Soorten
Het geslacht Ephemerythus omvat de volgende soorten:
- Ephemerythus gilliesi Kluge & Novikova, 2017[2]
- Ephemerythus niger Gillies, 1960[1]
- Ephemerythus nigricolor Kluge & Novikova, 2017[3]
- Ephemerythus pictus Gillies, 1960[1]
  - =[4] Ephemerythus kiboensis Gillies, 1960[1]